# Vagemiro Jablonski
Vagemiro Jablonski (Três Barras, 15 de maio de 1915 – 1992) foi um político brasileiro.
Casou em 1939 com Olivia Gery Kamienski.
Nas eleições gerais no Brasil em 1962 foi candidato a deputado estadual para a Assembleia Legislativa de Santa Catarina pelo Partido de Representação Popular (PRP), recebendo 2.096 votos, ficou na posição de suplente, foi convocado para a 5ª Legislatura (1963-1967), e assumiu como deputado por dois meses no parlamento.
Foi prefeito de Rio Negrinho, de 1966 a 1970.